# John Duncan
Big John Duncan (Edimburgo, 24 de julio de 1957) es el guitarrista más conocido de la banda escocesa de hardcore punk The Exploited de la clásica alineación entre 1981 y 1983.
Estuvo tocando en el primer álbum de The Exploited (Punk's Not Dead), el segundo (Troops of Tomorrow) y el tercero (Let's Start A War). Duncan abandonó la banda porque dijo que Wattie Buchan quería tener el control de todo.
También formó parte de bandas como Gin Goblins, The Blood Uncles, Goodbye Mr. Mackenzie y Nirvana (como técnico), aunque participó como segundo guitarrista en un concierto de estos últimos.

## Discografía

### ConThe Exploited
- Punk's Not Dead
- Troops of Tomorrow
- Let's Start A War

### ConGoodbye Mr. Mackenzie
- Goodbye Mr. Mackenzie
- Open Your Arms